# Bremervörde
Bremervörde è una città di 18 666 abitanti, della Bassa Sassonia, in Germania.
Appartiene al circondario di Rotenburg (Wümme).